# Two-A-Days
Two-A-Days is een Amerikaanse reality show die sinds januari 2007 wordt uitgezonden in Nederland door MTV. De serie draait om het dagelijks leven van een groep tieners op Hoover High School. Dit alles speelt zich af in Hoover, Alabama, een voorstad van het nabijgelegen Birmingham.
Two-A-Days richt zich voornamelijk op de leden van het succesvolle Hoover Buccaneers football team gedurende één heel football seizoen.
In de Verenigde Staten ging het eerste seizoen van Two-A-Days ging op 23 augustus 2006 in première, na 9 afleveringen in het eerste seizoen volgde op 30 januari 2007 het tweede seizoen op MTV.

## Seizoen 1 - Cast
- Alex Binder (#34) is de senior en starting safety van de 'Hoover Bucs', en een van de co-captains van het team. Zijn droom op een sport scholarship en zijn relatie met cheerleader Kristin vormen een belangrijk onderdeel van de serie.
- Dwarn "Repete" Smith (#91) is de starting defensive end. Repete en zijn familie zijn speciaal naar Hoover verhuisd om hem een kans te geven bij de Bucs, dit vergroot zijn mogelijkheden op een scholarship, hiermee zou hij de eerste in zijn familie zijn die de kans krijgt om naar college te gaan.
- Max Lerner (#24) is een starting safety. Zijn stiefvader, Jim is nauw betrokken bij het team en komt regelmatig voor in de loop van de serie.
- Ross Wilson (#14) is de starting quarterback ondanks het feit dat hij pas een High School junior is. Raakt halverwege het seizoen geblesseerd,
- Rush Propst is de controversiële hoofdcoach die geen blad voor de mond neemt.
- Kristin Boyle is de senior cheerleader op Hoover, centraal staat haar knipperlicht relatie met Alex.
- Goose Dunham (#90) is de starting defensive lineman en een goede vriend van Kristin.
- Cornelius Williams (#1) is de top wide receiver van het team. Gedurende het seizoen speelt hij tijdelijk op de quarterback positie door de afwezigheid van Ross.